# 寺西春雄
寺西 春雄（てらにし はるお、1920年3月20日-2003年6月22日）は、日本の音楽評論家である。
兵庫県出身。1944年、慶應義塾大学経済学部卒。野村光一らの指導を受け、1944年『音楽評論』に寄稿。戦後「子供のための音楽教室」設立に参加、のち桐朋学園大学教授。日本フィルハーモニー交響楽団事務局長。日ソ音楽家協会会長。

## 著書
- 『図解器楽演奏の教室』図鑑の北隆館 特活シリーズ 1973
- 『音楽史のすすめ』音楽之友社 音楽選書 1983
- 『大音楽家人と作品 チャイコフスキー』音楽之友社 1984
- 『やわらかな音楽教育』春秋社 1993
- 『ひらかれた音楽教育』春秋社 2000

## 論文
- Cinii